# Platypelis
Platypelis é um gênero de anfíbios da família Microhylidae.
As seguintes espécies são reconhecidas:
- Platypelis alticola (Guibé, 1974)
- Platypelis barbouri Noble, 1940
- Platypelis cowanii Boulenger, 1882
- Platypelis grandis (Boulenger, 1889)
- Platypelis mavomavo Andreone, Fenolio & Walvoord, 2003
- Platypelis milloti Guibé, 1950
- Platypelis olgae Rakotoarison, Glaw, Vieites, Raminosoa & Vences, 2012
- Platypelis pollicaris Boulenger, 1888
- Platypelis ravus Glaw, Köhler & Vences, 2012
- Platypelis tetra Andreone, Fenolio & Walvoord, 2003
- Platypelis tsaratananaensis Guibé, 1974
- Platypelis tuberifera (Methuen, 1920)